# Tetragonotheca texana
Tetragonotheca texana là một loài thực vật có hoa trong họ Cúc. Loài này được A.Gray & Engelm. miêu tả khoa học đầu tiên.